# Midland (Ontario)
Midland es una ciudad ubicada en la Bahía Georgiana en el condado de Simcoe, Ontario, Canadá. Es parte de la región Huronia/Wendat de Ontario central.
Ubicada en el extremo sur de las 30.000 islas de la Bahía Georgiana, Midland es el centro económico de la región, con un hospital de 125 camas y un aeropuerto local (Aeropuerto de Midland/Huronia). Es la ciudad principal del área sur de la Bahía Georgiana. En los meses de verano, la población de la zona crece a más de 100.000 habitantes, con visitantes estacionales en más de 8.000 cabañas, complejos hoteleros, parques provinciales y nacionales en los municipios circundantes de Penetanguishene, Tiny, Tay y Beausoleil First Nation.

## Historia
La ciudad de Midland fue fundada cuando, en 1871, el Ferrocarril Midland de Canadá seleccionó la comunidad escasamente poblada de Mundy's Bay como la nueva terminal del ferrocarril Midland. En aquella época, el ferrocarril Midland iba desde Port Hope hasta Beaverton. El sitio de la ciudad fue inspeccionado entre 1872 y 1873 y la línea hacia la ciudad se completó en 1879. Los colonos, atraídos por la comodidad del servicio ferroviario, pronto comenzaron a mudarse a la zona. La empresa vendió lotes en la ciudad (Midland City) para ayudar a financiar el asentamiento. El pueblo (incorporado en 1878) prosperó gracias al transporte marítimo de la bahía Georgiana y al comercio de madera y granos. Incorporada como ciudad en 1890, varias empresas de industria ligera se han establecido en la zona y el turismo en el área del sur de la Bahía Georgiana también contribuye a la economía.

### Tornado de 2010
El 23 de junio de 2010, Midland fue azotada por un tornado F2, causando daños por 15 millones de dólares. Los daños más significativos se registraron en Smith's Camp, un parque de casas rodantes en el extremo sur de la ciudad, donde varias casas móviles quedaron completamente destruidas. En un momento, por primera vez en 25 años, Emergency Management Ontario actualizó la alerta de tornado de Environment Canada a una alerta de clima extremadamente severo llamada "Alerta Roja", que se emitió para la mayor parte de la zona rural del sur de Ontario debido al clima severo que se acercaba y la posibilidad de tornados violentos, informando a los residentes de la zona que debían buscar refugio. Además, también se declaró el estado de emergencia en Midland. Aunque el servicio eléctrico se interrumpió por un tiempo, no hubo víctimas fatales por la tormenta.

## Geografía y clima
Midland está ubicada en el extremo sur de la Bahía Georgiana y es el ancla norte del condado de Simcoe.
Midland tiene un clima continental húmedo según la clasificación climática de Köppen (Köppen Dfb) y tiene cuatro estaciones distintas. El clima es casi el mismo que el de gran parte del sur de Ontario y tiene veranos templados e inviernos fríos. Tormentas eléctricas, granizadas, tormentas de nieve, nieve con efecto lago y lluvia helada también son comunes en esta ciudad.

## Atracciones locales
Alrededor del centro de Midland hay varios murales, la mayoría de los cuales fueron pintados por el artista fallecido Fred Lenz. La más grande, que representa un encuentro entre un nativo local y el misionero jesuita Jean de Brebeuf, se encuentra en los silos que dan al puerto principal. Esta obra fue completada por los hijos de Lenz después de su muerte en 2001.
Entre los sitios notables en o cerca de Midland se incluye la misión jesuita de Sainte-Marie entre los hurones, que ahora es un museo viviente que representa la vida misionera en el siglo XVII. El Santuario de los Mártires es una iglesia católica romana que conmemora a los Mártires Canadienses, ocho misioneros de Sainte-Marie que fueron martirizados durante las guerras entre hurones e iroqueses. El Papa Juan Pablo II celebró una reunión pastoral en este lugar en septiembre de 1984.
El Museo Huronia es un museo de historia y arte que incluye al Pueblo Huron, una reconstrucción de un pueblo típico Huron/Ouendat (Wendat).
El Centro de Vida Silvestre de Wye Marsh está en los alrededores. El pantano es hábitat de cisnes trompeteros, charranes negros y avetoros comunes. El cisne trompetero se considera un símbolo de Midland y se ha erigido una gran estatua de uno de ellos junto al puerto.

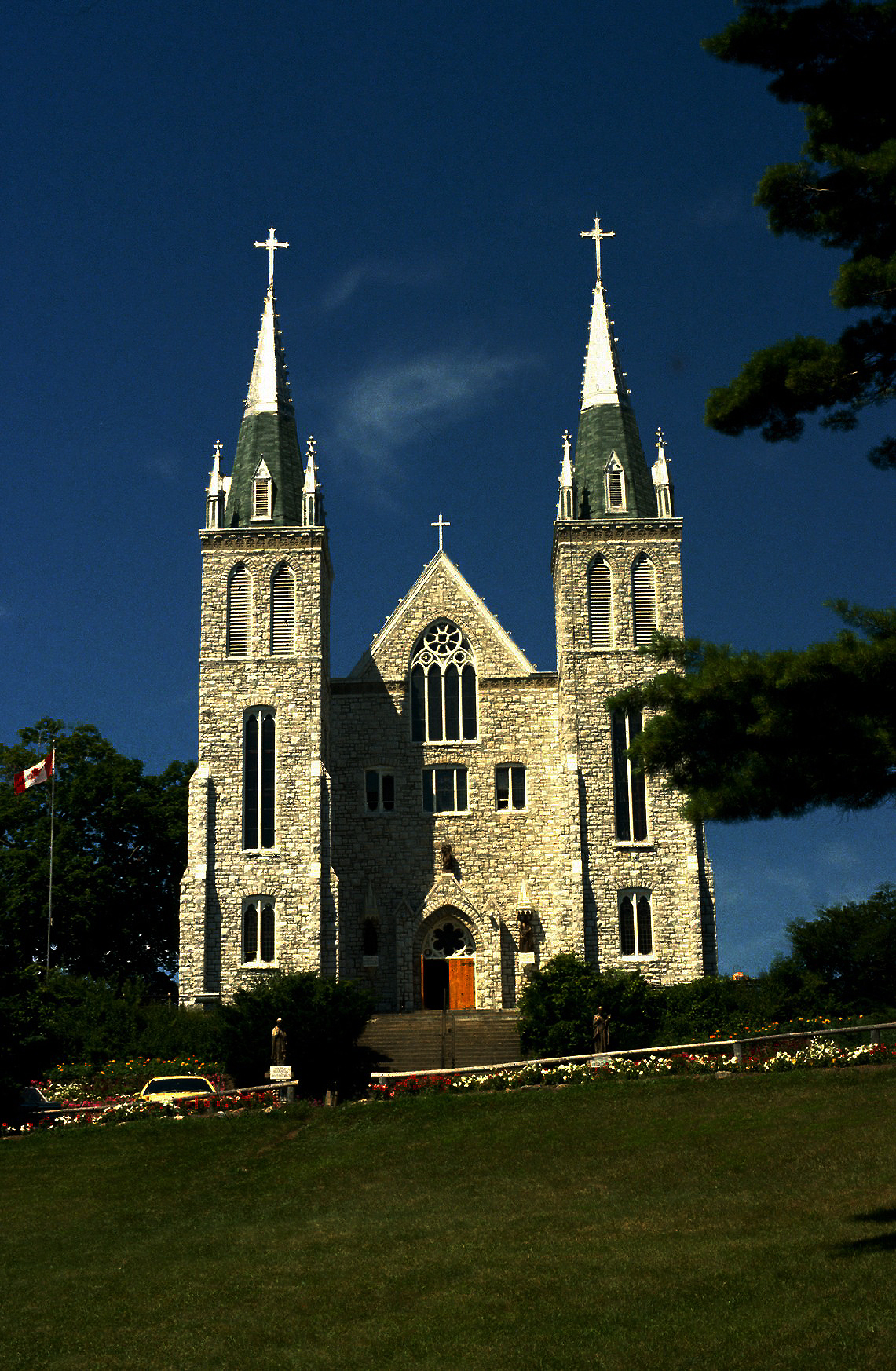
Santuario de los Mártires

A principios de junio se celebra el festival anual de la tarta de manteca, iniciado en 2013. En 2016, durante el cuarto Festival Anual, se vendieron más de 100.000 tartas de manteca. Muchos turistas acuden a Midland durante el festival. Hay dos divisiones: amateur y comercial. El día después del Festival de la Tarta de Manteca se celebra el Butter Tart Trot, una carrera recreativa de 5 km para personas mayores y una carrera de 2,5 km para niños menores de 5 años.
Little Lake Park es un destino turístico en los meses de verano. El parque cuenta con un puesto de refrigerios y una serie de instalaciones deportivas, incluidas canchas de voleibol, un campo de béisbol, un parque de patinetas y un campo de disc golf.
El Centro Cultural Midland es un centro para diversas actividades culturales, ubicado en el corazón del centro de Midland. El centro alberga al grupo de teatro Huronia Players, la Quest Art School and Gallery y el Rotary Hall.

## Actividades deportivas
Midland es la sede de los Midland Flyers de la Liga Provincial de Hockey Juvenil de la división Carruthers de la Asociación de Hockey de Ontario. También es la sede de la Midland Minor Hockey Association. El centro deportivo y recreativo Midland North Simcoe es la pista de patinaje de estos equipos. El NSSRC también es la sede del Salón de la Fama de los Deportes de Midland.
La navegación, tanto a motor como a vela, es muy popular y cuenta con varios puertos deportivos y un club náutico con sede en la ciudad. La ciudad tiene fácil acceso a las aguas relativamente protegidas del sureste de la Bahía Georgiana. Entre los puertos deportivos cercanos se encuentran Bay Port Yachting Centre, en el lado noroeste de la bahía, y Wye Heritage Marina, a lo largo de la costa sureste. También hay buena pesca.
Midland también tiene una base ciclista cada vez mayor y activa. El Midland Tri Club ha aumentado el número de ciclistas de carretera en la zona. Muchos de estos ciclistas también participan en la popular serie semanal de contrarreloj y en recorridos grupales durante los meses de verano. El centro de esquí Mountain View también ha fomentado el crecimiento de los ciclistas de montaña, con un extenso sistema de senderos en la ciudad. El Centro alberga una variedad de carreras, incluida una serie semanal que dura todo el verano, así como una carrera nocturna, un evento de escuela secundaria y un relevo de 9 horas. Además, en el Centro ha nacido un club de MTB que ha ampliado su ámbito de actuación a la competición y otras actividades. Los campeonatos provinciales de ciclocross se celebraron en Midland el 13 de noviembre de 2016, como parte de la Silver Goose CX Race.
En invierno, las motos de nieve y la pesca en el hielo son actividades populares. El centro de esquí Mountain-view tiene 25 kilómetros (15,5 mi) de pistas de esquí de fondo.

## Residentes notables

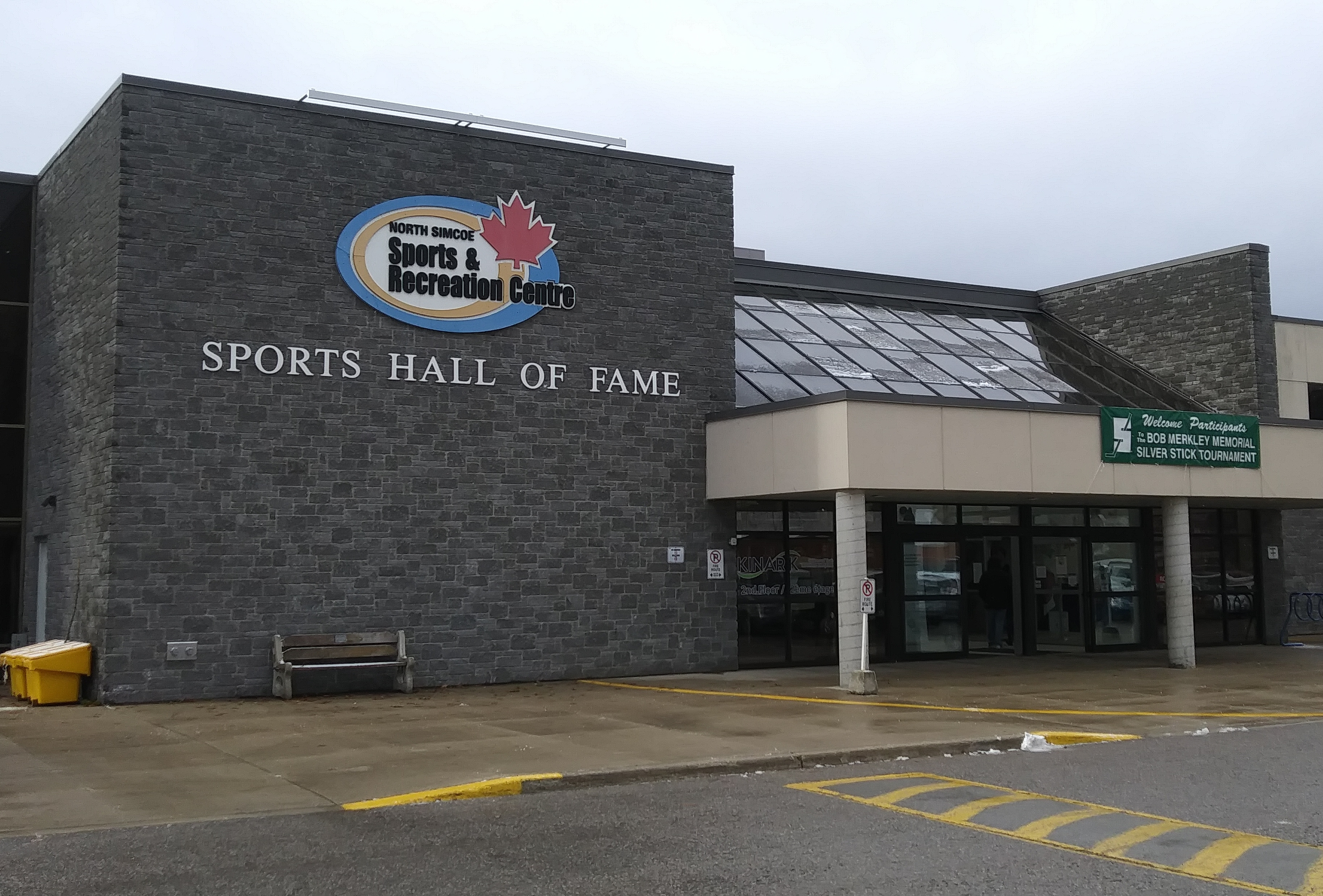
Salón de la Fama de los Deportes de Midland en el Centro Deportivo y Recreativo de North Simcoe

- Born Ruffians, banda de indie rock
- Sarah Burke, esquiadora freestyle, tres veces medallista de oro en los Winter X Games
- Roy Conacher, exjugador de hockey de la NHL y miembro del Salón de la Fama del Hockey
- Herb Drury, exjugador de hockey olímpico y de la NHL
- George Dudley, miembro del Salón de la Fama del Hockey, presidente y secretario-gerente de la Asociación Canadiense de Hockey Amateur[9]
- Glenn Howard, campeón mundial de curling
- Russ Howard, campeón olímpico de curling
- Scott Howard, campeón mundial de curling
- James LaBrie, músico ganador del premio Grammy, cantante principal de Dream Theatre desde 1991.
- John Muckler, entrenador de la NHL
- David Onley, exreportero de CITY-TV y ex vicegobernador de Ontario
- Angela Schmidt-Foster, ex atleta olímpica
- Susan Swan, escritora
- Steve Wolfhard, artista galardonado por Adventure Time

## Transporte
Midland cuenta con el servicio de autobús intercomunitario Simcoe County LINX en su ruta 1: Penetanguishene / Midland a Barrie.

## Economía
Desde 1952 ELCAN (Ernest Leitz CANada) tiene su sede en Ontario; fue fundada en 1952 por Leica Camera y es propiedad de Raytheon Technologies desde 1999. 

## Medios de comunicación
MidlandToday.ca es una fuente de noticias locales en línea, y The Midland Mirror es un periódico impreso local.